# Limnephilus bipunctatus
Limnephilus bipunctatus – gatunek owada z rzędu chruścików i rodziny bagiennikowatych (Limnephilidae).
Występuje w prawie całej Europie, zasiedla jeziora, potoki i roślinność rzek. Limneksen.       
Kilka larw spotkano w dolinnych stawach Karkonoszy, jedną larwę w dużym limnokrenie Wyżyny Krakowsko-Częstochowskiej, zaś imagines nad jez. Oświn. Jaskowska (1961) informuje o występowaniu larw w jeziorach Wielkopolski, lecz oznaczenia te można uznać za niepewne.
W Finlandii pospolity w zbiornikach okresowych. Na Łotwie i Litwie imagines łowiono nad jeziorami. Imagines spotykane także nad Balatonem i jeziorami górskimi Bałkanów. Larwy złowione w stawie górskim w Rumunii. W Niemczech zasiedla strefę krenalu i rhitralu oraz drobne zbiorniki wód stojących.